# Amegilla dulcifera
Amegilla dulcifera is een vliesvleugelig insect uit de familie bijen en hommels (Apidae). De wetenschappelijke naam van de soort is voor het eerst geldig gepubliceerd in 1926 door Cockerell.